# Leslie Stephen
Leslie Stephen (Londres, 28 de novembro de 1832 - Londres, 22 de fevereiro de 1904) foi um professor, historiador, jornalista e alpinista britânico, mas é mais conhecido por ter sido com a sua segunda esposa, Julia Duckworth, o pai da escritora Virginia Woolf e da pintora Vanessa Bell.

## Biografia
Leslie Stephen estudou no Eton College e depois na Universidade de Cambridge onde mais tarde ensinou matemática. Historiador e jornalista, nomeadamente para o Alpine Journal, o jornal do Clube alpino inglês, clube de que fez parte a partir de 1857, altura em que descobriu os Alpes que considerava como o terreno de jogos da Europa, o título de uma das suas obras.
Entre 1865-1868 é primeiro vice-presidente e depois presidente do Alpine Club do qual foi co-fundador, e igualmente editor-chefe do Alpine Journal desse clube entre 1868 e 1871.

## Alpinismo
Leslie Stephen foi o autor de algumas primeiras e mesmo do alpinismo invernal, e geralmente acompanhado pelo guia de montanha Melchior Anderegg:
- 1858 - Wildstrubel com Melchior Anderegg e T.W. Hinchliff
- 1859 - Bietschhorn com Johann e Anton Siegen, e Jos. Ebner
- 1859 - Rimpfischhorn com Melchior Anderegg, R. Liveing e Johann Zumtaugwald
- 1860 - Blümlisalp com Melchior Anderegg, R. Liveing, F. Ogi, P. Simond e J.K. Stone
- 1861 - Schreckhorn com Peter Michel, Ulrich Kaufmann e Christian Michel
- 1862 - Monte Disgrazia com Edward Shirley Kennedy com Melchior Anderegg
- 1864 - Zinalrothorn com Florence Crauford Grove, Melchior e Jakob Anderegg

## Obras
- Peaks, passes and glaciers, 1862
- The Playground of Europe (Le Terrain de jeu de l'Europe), 1871
- The Science of Ethics, 1882
- Essays on Free Thinking and Plain Speaking, 1873
- An Agnostic's Apology, 1893
- The History of English Thought in the Eighteenth Century, 1876
- The Utilitarians, 1900
- Biografias de: Samuel Johnson, Alexander Pope, Jonathan Swift, George Eliot e Thomas Hobbes.